# Parque Estadual do Monge
O Parque Estadual do Monge é uma unidade de conservação administrada pelo Instituto Ambiental do Paraná, localizada no município paranaense de Lapa, Brasil. Sua principal atração é a Gruta do Monge.
O Parque foi criado pela lei nº 4170, de 1960 e pelo decreto nº 8575, de 1962. Possui uma área total de 371,6 hectares, englobando uma vegetação remanescente da mata atlântica, portanto, é considerado uma reserva de Patrimônio Natural de relevante valor biológico para a região. Possui vertentes e quedas d'água, além de uma fonte de água que foi considerada por muito tempo como milagrosa.

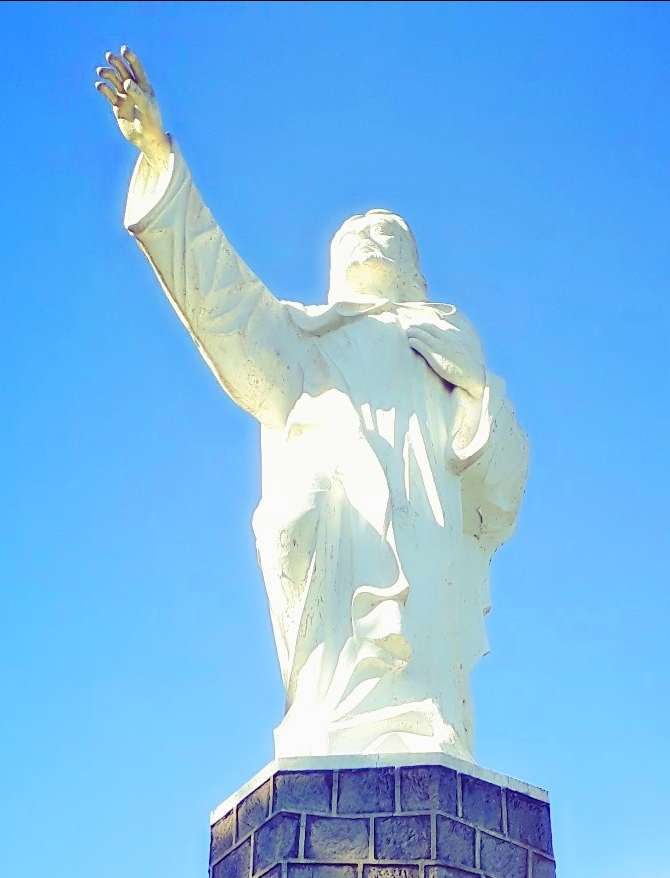
Estátua de Jesus Cristo no Parque Estadual do Monge.

Além de ser uma atração ecológica, é  também uma importantes atração do turismo religioso no Paraná. Dentro da unidade de conservação está localizada a Gruta do Monge, local que concentra peregrinações religiosas promovidas por romeiros de várias partes do Brasil. A comunidade local também realiza durante o ano diversos eventos religiosos, como procissão saindo da cidade e percorrendo até o parque. Nesse espaço, teria chego no século XIX o Monge João Maria D'Agostinis que ali viveu por muitos anos, dedicando-se a estudar plantas, cuidar dos enfermos, proferir profecias e realizar orações. Foi ainda segundo historiadores personagem de destaque na Guerra do Contestado.
Para chegar até a Gruta, os visitantes passam por uma escadaria de pedra, próxima ao mirante, descendo até chegar a uma fonte de água. Uma das trilhas leva à Pedra Partida, sendo um grande salão de pedra que contém uma fenda formada pelo desgaste da pedra ao longo dos anos.
Quase na entrada do Parque, no alto da serra, localizada-se a estátua de Jesus Cristo que simboliza estar abençoando a cidade. Possui dois mirantes que é possível avistar o Segundo planalto paranaense, bem como, a vegetação nativa, plantações e o centro urbano do município de Lapa. O lugar é ainda equipado com quiosques e instalações sanitárias.